# Paulo da Silva (pallavolista)
Paulo Victor Costa da Silva (Corumbá, 12 maggio 1986) è un pallavolista brasiliano, opposto della Vôlei Pró.

## Carriera
Paulo Victor Costa da Silva inizia a giocare a pallavolo all'età di quindici anni nel Volei Mato Grosso, mentre le prime esperienze ad alto livello arrivano nel campionato paulista 2006 con la maglia del Clube Recreativo Orion. Nella stagione 2007-08 disputa il massimo campionato argentino nelle file dell'Olympikus de Azul, prima di trasferirsi in Austria a partire dal campionato 2008-09, ingaggiato dal Volleyball Team Tirol di Innsbruck. Con il club tirolese l'opposto brasiliano conquista tre scudetti consecutivi e la medaglia d'oro al MEVZA 2008-09, a cui si aggiunge il secondo posto nell'edizione 2010-11.
Terminata l'esperienza austriaca l'atleta fa ritorno in patria con l'Associação Desportiva RJX, società con sede a Rio de Janeiro: in due annate vince due Campionati Carioca consecutivi e soprattutto la Superliga Série A 2012-13. In questo periodo viene convocato per diverse competizioni con la nazionale militare brasiliana, con la quale ottiene la medaglia d'oro ai Giochi mondiali militari del 2011; con la seleção vince invece la Coppa Panamericana 2011, della quale viene nominato MVP.
Nell'annata 2013-14 viene ingaggiato dall'Associação Social e Esportiva Sada di Belo Horizonte, dove conquista per altre due volte il campionato brasiliano, la Coppa del Mondo per club 2013, una coppa nazionale e il campionato sudamericano 2014; coglie inoltre un altro successo con la nazionale militare, vincendo il campionato mondiale e ottenendo anche il riconoscimento individuale come MVP.
A partire dalla stagione 2015-16 è tesserato per il Junior Volley Civita Castellana, società italiana militante nel campionato cadetto.

## Palmarès
- Campionato austriaco: 3

2008-09, 2009-10, 2010-11
- Campionato brasiliano: 4

2012-13, 2013-14, 2014-15
- Campionato Carioca: 2

2011, 2012
- Coppa del Brasile: 1

2014
- Campionato mondiale per club: 1

2013
- Campionato sudamericano per club: 1

2014

### Nazionale (competizioni minori)
- Coppa Panamericana 2011
- Giochi mondiali militari 2011
- Campionato mondiale militare 2014

### Premi individuali
- 2011 - Coppa Panamericana: MVP
- 2014 - Campionato mondiale militare: MVP